# Rozumienie liczb przez zwierzęta
Rozumienie liczb przez zwierzęta – umiejętność zwierząt dotycząca posługiwania się liczbami, ich porządkiem oraz arytmetyką, a także zbiorami.
Niektóre gatunki zwierząt są w stanie tworzyć reprezentacje liczebności zbioru niezależnie od innych powtarzających się cech, jak np. wielkość czy powierzchnia. Te abstrakcyjne odwzorowania liczebności mogą być wykorzystywane do porządkowania zbiorów zgodnie ze wzrostem liczby elementów w zbiorach, a także do wykonywania prostych operacji arytmetycznych dodawania i odejmowania.

## Rozróżnianie liczb

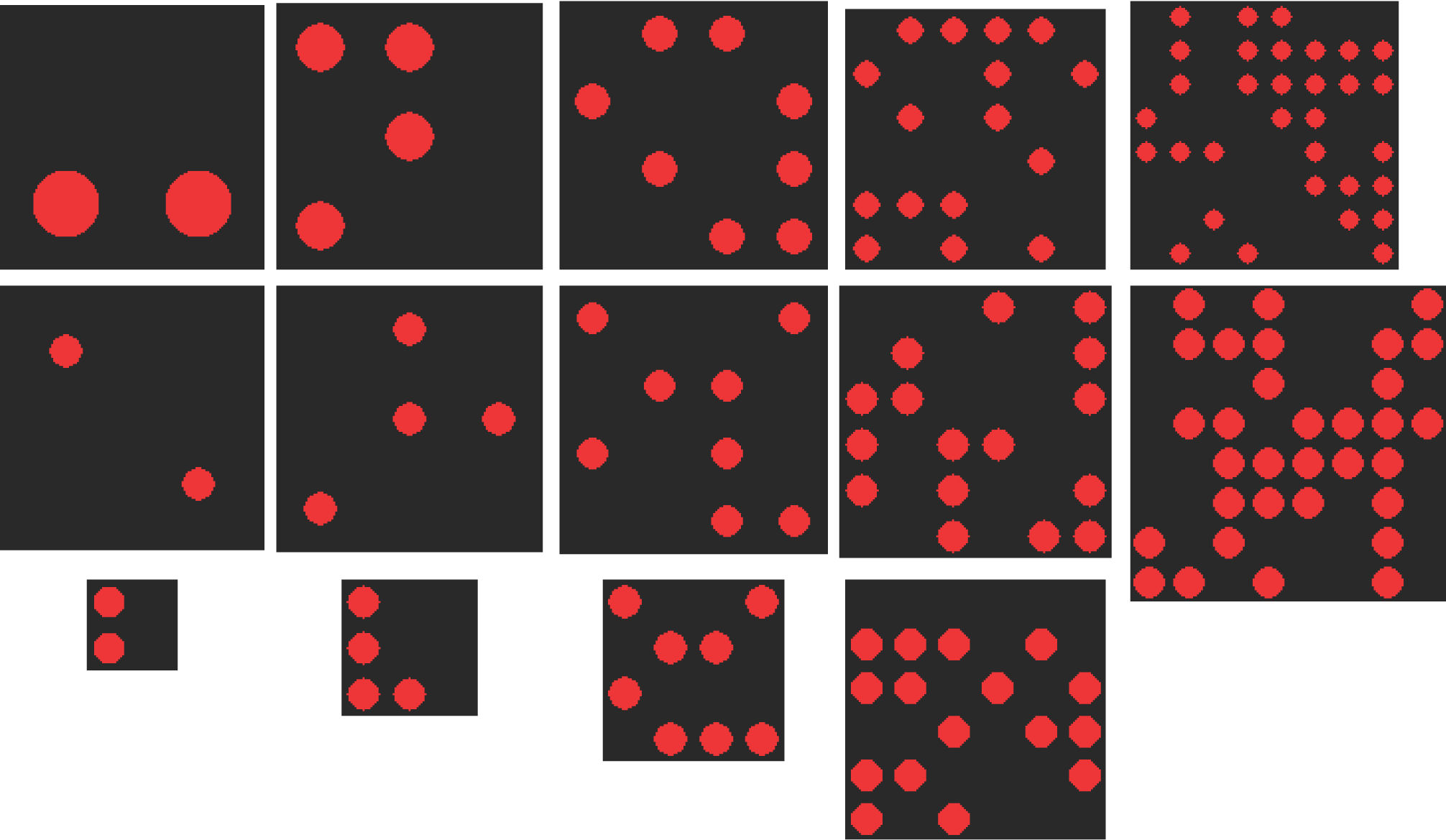
Przykładowe różne reprezentacje liczb: 2, 4, 8, 16 i 32

W 2003 roku badaniu poddano rezusy. Zwierzęta te zostały nauczone rozróżniania obrazów ze względu na liczbę elementów. Na przykład małpie pokazywano na ekranie zbiór składający się z 8 elementów. Gdy makak dotknął ekranu, obraz znikał, a po chwili pojawiały się dwa nowe zbiory – jeden był ośmioelementowy, a drugi miał inną liczbę elementów, np. 2. Rezus był nagradzany jedzeniem, gdy wskazał zbiór o tej samej liczebności, co zbiór poprzednio wyświetlany. Rezusy potrafiły naprawdę odróżniać percepcyjnie liczby elementów. Celowo elementy zbiorów były rozłożone w różny sposób, by rezusy nie sugerowały się podobnym wyglądem rysunku. Elementy miały także różne wielkości – np. w zbiorze dwuelementowym jego elementy mogły być bardzo duże, a w zbiorze ośmioelementowym mogły zajmować bardzo niewielką powierzchnię ze względu na bardzo mały rozmiar; dzięki temu wykluczono możliwość, że rezusy sugerowały się zajmowanym polem powierzchni. Wyświetlane obrazy różniły się także wieloma innymi parametrami, jak np. kształty obiektów, kolory, a jedyną cechą wspólną była liczba elementów.
W fazie treningów małpy nauczyły się rozróżniania zbiorów dwu- i ośmioelementowych. W kolejnym zadaniu niespodziewanie umieszczano zbiór o niespotykanej dotąd liczbie elementów, od 1 do 9, a następnie znowu wyświetlano zbiór z 2 lub 8 elementami. Zadaniem rezusów było wskazanie zbioru o podobnej liczebności. Okazało się, że rezusy mają także zdolność szacowania – gdy wyświetlał się np. zbiór trójelementowy, małpy przypisywały mu zbiór dwuelementowy, a gdy pojawiał się np. siedmioelementowy, małpy przypisywały zbiór z 8 elementami.

## Subityzowanie
Subityzowanie jest wrodzoną umiejętnością człowieka do bezwysiłkowego rozróżniania liczebności zbiorów maksymalnie czteroelementowych, niewymagającego świadomego lub nieświadomego przeliczania tych elementów. Zjawisko to zdaje się występować także u niektórych gatunków zwierząt – np. Oskar Heinroth eksperymentalnie udowodnił, że czajka potrafi liczyć do czterech. W eksperymencie wykorzystano zwyczaj czajki polegający na odwodzeniu ludzi od otoczenia jej gniazda. W zaroślach ukryto kilka osób, które po kolei ujawniały się. Czajka „odprowadzała” kolejnych intruzów, ale tylko do czterech osób. Jeśli w zaroślach znajdowała się piąta osoba, czajka już o niej nie pamiętała. Zatem zbiory czteroelementowe były dla czajki percepcyjnie rozróżnialne, ale liczba 5 już przekraczała zdolności percepcyjne ptaka.

## Rozumienie porządku liczb
W serii eksperymentów (1998, 2000, 2002) rezusy nauczono dotykać na ekranie dotykowym kolejno zbiory: jedno-, dwu-, trój- i czteroelementowe. Obiekty były zróżnicowane innymi parametrami, jak np. kształt (były to np. 1 koło, 2 trójkąty, 3 kwadraty, 4 kwiatki), wielkość, kolor, zwartość, zajmowana powierzchnia itp. Rezusy potrafiły zignorować niepotrzebne cechy percepcyjne i skupić się wyłącznie na liczebności zbiorów. Okazało się również, że zwierzęta potrafiły natychmiast rozszerzyć zasadę porządkowości zbiorów na zbiory o niespotykanej dotąd liczbie elementów, od 5 wzwyż. Z bardzo dużą dokładnością małpy potrafiły porządkować zbiory od najmniejszych do największych, nawet przy zbiorach dochodzących do 8 elementów. W eksperymencie O. Koehlera krukowate potrafiły wybrać kartę z większą ilością kropek zamiast karty tej samej wielkości, lecz z mniejszą ich liczbą. Za pomocą eksperymentu wykazano również występowanie umiejętności porównywania wartości (małych) liczb u skalinków plamistych; do przezroczystego pojemnika, na którym stał ptak, wkładano larwy mącznika, pokazywano ptakom obecność dwóch (punkt 1), a następnie pojemnik zamykano. Niepostrzeżenie dla ptaka eksperymentator chował jedną z nich i otwierał pudełko (punkt 2). Gdyby skalinek nie potrafił ustalić, że {\displaystyle l.larw_{1}>l.larw_{2},} nie wykazałby szczególnego zainteresowania pudełkiem, lecz stało się inaczej, gdyż wykazywał większe zainteresowanie okolicami pudełka (gdzie larwy mogły się znaleźć), niż gdy przeprowadzano próbę kontrolną.

## Abstrakcyjna reprezentacja liczby
W roku 1984 nauczono szczury naciskać różne dźwignie w zależności od tego, czy odtworzono im 2, czy 4 dźwięki. Szczury nie tylko zdołały nauczyć się rozróżniać tak specyficzne bodźce, ale potrafiły też przenieść tę umiejętność w inny wymiar percepcji. Gdy nauczyły się reagować prawidłowo na bodźce dźwiękowe, zmieniano zadanie – w nowym zadaniu otrzymywały bodźce świetlne: odpowiednio 2 lub 4 sygnały świetlne. Szczury dzielono na dwie grupy – w jednej warunki wykonania zadania pozostawały te same, jak w zadaniu z bodźcami dźwiękowymi – dwa bodźce świetlne odpowiadały dźwigni odpowiadającej liczbie 2, a cztery – dźwigni odpowiadającej liczbie 4. W drugiej grupie zmieniano warunki na odwrotne – 2 sygnały świetlne miały odpowiadać dźwigni 4, a 4 sygnały – dźwigni 2. Nowego zadania o wiele szybciej uczyły się szczury z grupy pierwszej. Świadczy to o tym, że reprezentacja liczb 2 i 4 nie była u szczurów związana z konkretną modalnością (np. bodziec dźwiękowy lub świetlny), lecz miała charakter czysto abstrakcyjny. Umiejętności wyrażenia liczebności mają krukowate; przykładowo kawki kiwają głową pewną liczbę razy, co wykazał Otto Koehler.

## Zdolności arytmetyczne zwierząt
W latach 1996 oraz 2000 przeprowadzono eksperymenty na dzikich, żyjących na wolności rezusach. Bez przeprowadzania żadnego treningu badacze przeszli do eksperymentu. Ustawiono parawan, pokazywano rezusom, jak za parawan chowany jest jeden bakłażan, a po chwili chowany jest drugi bakłażan. Następnie odsłaniano parawan i widoczne były dwa lub tylko jeden bakłażan. W przypadku, gdy wynik przeczył oczekiwaniom (czyli gdy {\displaystyle 1+1=1}), rezusy przyglądały się dłużej nieprawdopodobnemu wynikowi, dokładnie go analizując, niż gdy wynik był poprawny {\displaystyle (1+1=2)}.

## Rozumienie cyfr arabskich przez zwierzęta
Niektóre gatunki zwierząt da się nauczyć rozumienia cyfr arabskich. W eksperymencie na rezusach z 1991 roku pokazywano zwierzętom pary liczb zapisanych za pomocą cyfr arabskich. Wskazanie danej liczby nagradzane było otrzymaniem liczby jednostek jedzenia odpowiadającej wybranej liczbie. Rezusy nauczyły się wskazywać zawsze liczbę większą.
Jednak uczenie zwierząt rozumienia cyfr arabskich jest procesem zupełnie innym niż uczenie ludzi (dzieci). Uczenie zwierząt wymaga długotrwałego, wymagającego treningu, z kolei dzieci nabywają kompetencje numeryczne już w wieku przedszkolnym, w sposób autonomiczny. Zwierzęta nie potrafią rozwijać takich kompetencji numerycznych.

## Precyzyjność umysłowej reprezentacji numeryczności u zwierząt
W 1971 roku nauczono szczury wykonywać określoną liczbę ruchów dźwignią w celu uzyskania nagrody (4, 8, 16 i 24 ruchy). Okazało się, że szczury nie potrafią precyzyjnie odmierzyć dokładnej liczby. Jednak wokół żądanej liczby uzyskiwano rozkład Gaussa. Gdy żądana liczba była duża, wzrastała również wariancja w tym rozkładzie. Zatem szczury nie dysponują precyzyjną reprezentacją liczb, a jedynie niedokładnym wyobrażeniem przybliżonej mocy zbioru.
Podobny eksperyment przeprowadzono na ludziach. Poproszono badanych o naciśnięcie przycisku pewną konkretną liczbę razy (była to liczba z zakresu od 7 do 25) w jak najszybszym tempie i bez dokładnego liczenia naciśnięć. Uzyskane rozkłady były takie same jak w badaniach na szczurach.

## Znane przypadki

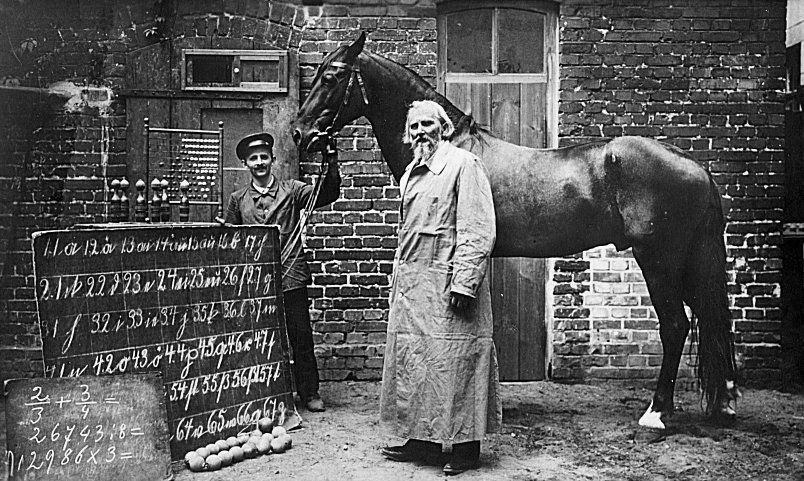
Mądry Hans rzekomo wykonujący zaawansowane operacje arytmetyczne: dodawanie ułamków zwykłych, dzielenie oraz mnożenie liczb wielocyfrowych

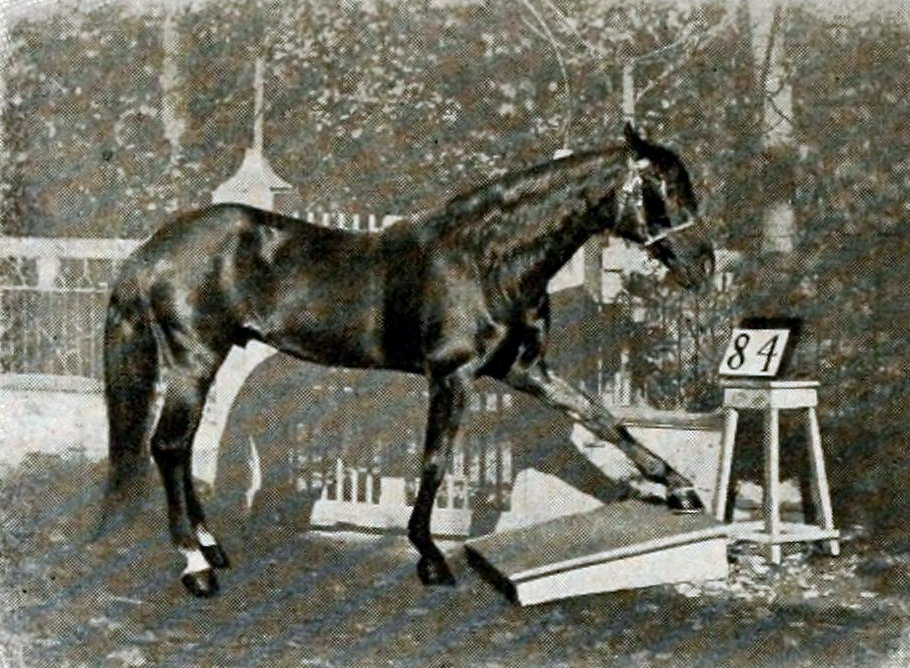
Mądry Hans i liczba 84

Najbardziej znanym przypadkiem w historii jest Mądry Hans, czyli koń żyjący na początku XX wieku, który miał rozumieć liczby, potrafić liczyć, wykonywać zaawansowane operacje arytmetyczne oraz dzięki stworzonemu systemowi liczbowemu odpowiadającemu literom alfabetu – odpowiadać na zadawane mu pytania, podawać aktualną datę oraz pamiętać imiona ludzi. Porozumiewał się poprzez uderzanie kopytem o podłoże odpowiednią liczbę razy. Gdy np. właściciel słownie pytał konia ile jest 2 plus 3, koń uderzał kopytem o podłoże 5 razy. Przypadek ten okazał się być oszustwem. Po przebadaniu przez naukowców okazało się, że koń nie znał liczb ani liter, nie potrafił wcale liczyć, rozumieć, co się do niego mówi, ani odpowiadać sensownie na pytania, a demonstrowane publicznie przez właściciela konia zdolności były jedynie wynikiem tresury i sztuczek. Na przykład właściciel, zadając pytanie, napinał swoje mięśnie i rozluźniał je, dopiero gdy koń uderzył kopytem odpowiednią liczbę razy, co było sygnałem, by koń przestał uderzać. Gdy koń nie widział swojego właściciela lub gdy właściciel nie znał odpowiedzi na pytanie, koń również nie znał odpowiedzi. Mądry Hans był rzeczywiście inteligentnym zwierzęciem, skoro potrafił poprawnie reagować na tak drobne gesty właściciela, lecz nie miał żadnych z przypisywanych mu nadzwyczajnych zdolności.